# Arslan Geldimyradow
Arslan Geldimyradow (* 7. März 1999) ist ein turkmenischer Eishockeyspieler, der seit 2015 beim HK Galkan in der turkmenischen Eishockeyliga spielt.

## Karriere
Arslan Geldimyradow ist Mitglied beim HK Galkan aus der turkmenischen Hauptstadt Aşgabat. Bei dem Klub des Innenministeriums spielt er seit 2015 in der turkmenischen Eishockeyliga und wurde 2016, 2017 und 2018 mit ihm turkmenischer Meister.

### International
Bei der Weltmeisterschaft 2018 nahm er an der Qualifikation zur Division III teil. Nach dem Sieg dort spielte er bei der Weltmeisterschaft 2019 in der Division III. Auch bei den Weltmeisterschaften 2022, 2023, als er zum besten Spieler seiner Mannschaft gewählt wurde, und 2024 spielte er in der Division III.

## Erfolge und Auszeichnungen
- 2016 Turkmenischer Meister mit dem HK Galkan
- 2017 Turkmenischer Meister mit dem HK Galkan
- 2018 Turkmenischer Meister mit dem HK Galkan

### International
- 2018 Qualifikation für die Division III bei der Qualifikation zur Weltmeisterschaft der Division III